# Colin Gonsalves

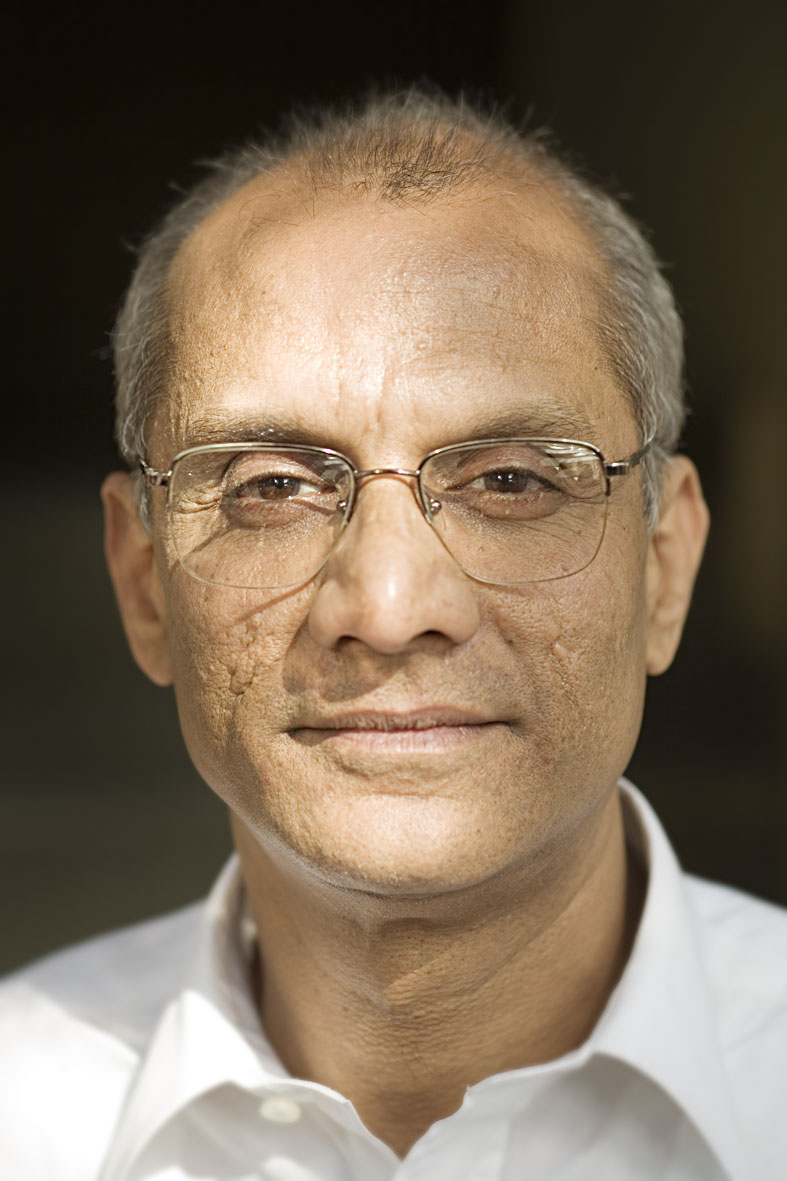
Colin Gonsalves (2006)

Colin Gonsalves (* 24. Mai 1952) ist ein indischer Aktivist, der sich als Anwalt für die Verteidigung von Menschenrechten einsetzt. Im Jahr 2017 erhielt er für sein Engagement den alternativen Nobelpreis. Gonsalves ist Gründer des Human Rights Law Network (HLRM).

## Karriere
Colin Gonsalves machte einen Abschluss am Indian Institute of Technology in Bombay und arbeitete als Ingenieur. Während seiner Arbeit entdeckte er sein Interesse an Rechtswissenschaften und begann 1979 sein Jura-Studium. Dieses schloss er 1983 ab und arbeitete als Anwalt am Arbeitsgericht. 1984 wechselte er an das hohe Gericht in Bombay. Seit 2001 ist er am indischen Supreme Court tätig.

## Human Rights Law Network
Gonsalves gründete 1986 das HRLN mit drei Co-Gründern. Anfangs war das Netzwerk besonders auf dem Gebiet Arbeitsrecht tätig, setzte sich aber zunehmlich für die Interessen mittelloser Menschen und die Umsetzung der Menschenrechte in Indien ein. Innerhalb von 30 Jahren wuchs HRLN zur größten Organisation ihrer Art in Indien mit 21 Büros und 250 Vollzeitangestellten, von denen 110 Anwälte sind.

## Arbeit
Gonsalves hat als „Anwalt der Schwachen“ am indischen Supreme Court bereits an vielen Prozessen mitgewirkt. Durch sein Human Rights Law Network setzten er und seine Mitarbeiter sich für die Menschenrechte ein. Gonsalves erstritt am indischen Supreme Court unter anderem ein Recht auf Nahrung, das inzwischen in der Verfassung Indiens festgeschrieben ist, Entschädigungszahlungen für die Angehörigen von Menschen, die im Punjab getötet wurden, und die Aufhebung der Immunität indischer Soldaten.

## Auszeichnungen
- 2005: International Human Rights Award der American Bar Association
- 2011: Mother Teresa Memorial Award
- 2017: Alternativer Nobelpreis[4]